# Macroglossum haxairei
Macroglossum haxairei là một loài bướm đêm thuộc họ Sphingidae. Nó được tìm thấy ở Sulawesi.